# Distretto di Tu Son
Il distretto di Tu Son (vietnamita: Từ Sơn) è un distretto (huyện) del Vietnam che nel 2019 contava 176.410 abitanti.
Occupa una superficie di 61 km² nella provincia di Bac Ninh. Ha come capitale la città omonima.